# IYDU
Organizația de Tineret a Uniunii Democrate Internaționale (IYDU) este o alianță globală a organizațiilor politice de tineret de centru-dreapta. Înființată în1981, apoi re-înființată în 1991, IYDU are 127 membri observatori cu drepturi depline din peste 80 de țări și este aripa de tineret a Uniunii Democrate Internaționale (IDU).
Website-ul  prezintă o listă cu principalele valori ale organizației precum democrația, respectul pentru drepturile omului, piața liberă și comerțul liber:
- IYDU consideră că democrația reală, puternic ancorată într-o comunitate pe deplin angajată, este singura formă de guvernare durabilă.

- IYDU consideră că a trăi fără teama de a fi persecutat, în special pe motive de rasă, religie sau sex, este un drept fundamental al omului. Această libertate de bază este o condiție preliminară fără de care celelalte drepturi ale omului nu pot exista. Atunci când frica nu există, pot fi exprimate toate opiniile. Numai atunci poate înflori democrația adevărată.

- IYDU consideră că piețele libere creează oameni liberi, pentru că piețele libere sunt singura modalitate de a construi un sistem care promovează creativitatea, susține creșterea economică și garantează libertatea individuală care stă la baza tuturor drepturilor omului.

- IYDU se opune ferm barierelor comerciale dintre state, pentru că numai printr-un comerț liber se poate ajunge la adevărata libertate economică. Pentru a ieși din cercul vicios al sărăciei extreme în care trăiesc aproximativ un miliard de oameni pe glob, comerțul liber, dar non-exploatator trebuie să joace un rol primordial.

IYDU găzduiește în fiecare an o serie de evenimente pentru membrii organizației, inclusiv un Forum al Libertății (la mijlocul anului), o Reuniune Anuală a Consiliului, precum și vizite de studiu internaționale. Cei care au luat cuvântul la evenimentele IYDU au cooptat și foști și actuali șefi de stat precum și alte personaje politice importante de centru-dreapta. Participanții la conferințele IYDU au devenit în timp miniștri, membri în parlamente, consilieri superiori și lideri de afaceri, atât în sectorul public cât și în cel privat.
Sediul central IYDU se află în  Oslo, Norvegia.

## Organizația-mamă
Organizația-mamă a IYDU, Organizația de Tineret a Uniunii Democrate Internaționale (IDU) este un parteneriat format din peste 80 de partide de centru-dreapta. Înființată în 1983, printre membrii fondatori ai săi se numără Primul ministru al Marii Britanii, Margaret Thatcher; Vice-Președintele SUA George Bush Sr;Primarul Parisului și fostul Președinte al Franței, Jacques Chirac; Cancelarul german Helmut Kohl.

## Campaniile pentru Libertate
Campaniile IYDU pentru Libertate sprijină mișcările democratice și grupurile de pe piața liberă din țările cu regim autoritar.
Campanii pentru Libertate desfășurate în prezent
- Un pas spre libertate
- Libertate pentru Belarus
- Libertate pentru Cuba
- Libertatea religioasă

## Președinți
| Nume                   | Perioada       | Țara           | Organizația                            |
| ---------------------- | -------------- | -------------- | -------------------------------------- |
| Elmar Brok             | 1981–1983      | Germany        | Junge Union                            |
| Mark Heywood           | 1992–1994      | Australia      | Young Liberals                         |
| Tony Zagotta           | 1994–1998      | United States  | College Republicans                    |
| Andrew Rosindell       | 1998–2002      | United Kingdom | Conservative Future                    |
| Shane Frith            | 2002–2004      | New Zealand    | Young Nationals                        |
| Donald Simpson         | 2004–2006      | United Kingdom | Conservative Future Scotland           |
| Peter Skovholt Gitmark | 2006–2008      | Norway         | Young Conservatives                    |
| Tim Dier               | 2008–2010      | United Kingdom | Conservative Future                    |
| Daniel Walther         | 2010 – 2012    | Germany        | Junge Union                            |
| Nicolas Figari         | 2012 – 2012    | Chile          | Juventud Union Democrata Independiente |
| Aris Kalafatis         | 2012 – current | Greece         | ONNED                                  |